# Józef Malej
Józef Malej (ur. 1928, zm. w listopadzie 2021) – polski specjalista w zakresie inżynierii i ochrony środowiska, dr hab.

## Życiorys
Obronił pracę doktorską, następnie uzyskał stopień doktora habilitowanego. Został zatrudniony na stanowisku profesora w Bałtyckiej Wyższej Szkole Humanistycznej w Koszalinie oraz w Katedrze Techniki Wodno-Mułowej i Utylizacji Odpadów na Wydziale Budownictwa i Inżynierii Środowiska Politechniki Koszalińskiej.
Awansował na stanowisko prodziekana na Wydziale Inżynierii Lądowej i Inżynierii Sanitarnej, a także był prorektorem ds. nauczania.
Zmarł w listopadzie 2021.